# Lista siturilor arheologice din județul Sibiu
Lista siturilor arheologice din județul Sibiu conține toate siturile arheologice din județul Sibiu înscrise în Repertoriul Arheologic Național (RAN). RAN este administrat de Ministerul Culturii și Patrimoniului Național și cuprinde date științifice, cartografice, topografice, imagini și planuri, precum și orice alte informații privitoare la zonele cu potențial arheologic, studiate sau nu, încă existente sau dispărute.
Datorită numărului mare de situri, această listă a fost împărțită după localitatea în care se află situl. Dacă știți localitatea (satul sau orașul) în care se află situl, alegeți localitatea din lista din această pagină. Dacă nu știți localitatea, puteți căuta un sit din județ folosind formularul de mai jos.
| A ↑ A B C D E F G H I Î J K L M N O P Q R S Ș T Ț U V W X Y Z ↓ | A ↑ A B C D E F G H I Î J K L M N O P Q R S Ș T Ț U V W X Y Z ↓ | A ↑ A B C D E F G H I Î J K L M N O P Q R S Ș T Ț U V W X Y Z ↓ | A ↑ A B C D E F G H I Î J K L M N O P Q R S Ș T Ț U V W X Y Z ↓ | A ↑ A B C D E F G H I Î J K L M N O P Q R S Ș T Ț U V W X Y Z ↓ | A ↑ A B C D E F G H I Î J K L M N O P Q R S Ș T Ț U V W X Y Z ↓ | A ↑ A B C D E F G H I Î J K L M N O P Q R S Ș T Ț U V W X Y Z ↓ | A ↑ A B C D E F G H I Î J K L M N O P Q R S Ș T Ț U V W X Y Z ↓ | A ↑ A B C D E F G H I Î J K L M N O P Q R S Ș T Ț U V W X Y Z ↓ | A ↑ A B C D E F G H I Î J K L M N O P Q R S Ș T Ț U V W X Y Z ↓ |
| --------------------------------------------------------------- | --------------------------------------------------------------- | --------------------------------------------------------------- | --------------------------------------------------------------- | --------------------------------------------------------------- | --------------------------------------------------------------- | --------------------------------------------------------------- | --------------------------------------------------------------- | --------------------------------------------------------------- | --------------------------------------------------------------- |
| Agârbiciu                                                       | Agnita                                                          | Alămor                                                          | Alma                                                            | Alma Vii                                                        |                                                                 |                                                                 |                                                                 |                                                                 |                                                                 |
| Alțina                                                          | Amnaș                                                           | Apoldu de Jos                                                   | Apoldu de Sus                                                   | Arpașu de Sus                                                   |                                                                 |                                                                 |                                                                 |                                                                 |                                                                 |
| Ațel                                                            | Avrig                                                           | Axente Sever                                                    |                                                                 |                                                                 |                                                                 |                                                                 |                                                                 |                                                                 |                                                                 |
| B ↑ A B C D E F G H I Î J K L M N O P Q R S Ș T Ț U V W X Y Z ↓ |                                                                 |                                                                 |                                                                 |                                                                 |                                                                 |                                                                 |                                                                 |                                                                 |                                                                 |
| Bazna                                                           | Bârghiș                                                         | Biertan                                                         | Boarta                                                          | Bogatu Roman                                                    |                                                                 |                                                                 |                                                                 |                                                                 |                                                                 |
| Boian                                                           | Boița                                                           | Bradu                                                           | Brateiu                                                         | Brădeni                                                         |                                                                 |                                                                 |                                                                 |                                                                 |                                                                 |
| Bruiu                                                           | Buia                                                            | Buzd                                                            |                                                                 |                                                                 |                                                                 |                                                                 |                                                                 |                                                                 |                                                                 |
| C ↑ A B C D E F G H I Î J K L M N O P Q R S Ș T Ț U V W X Y Z ↓ |                                                                 |                                                                 |                                                                 |                                                                 |                                                                 |                                                                 |                                                                 |                                                                 |                                                                 |
| Cașolț                                                          | Cârța                                                           | Cârțișoara                                                      | Chesler                                                         | Chirpăr                                                         |                                                                 |                                                                 |                                                                 |                                                                 |                                                                 |
| Cisnădie                                                        | Cisnădioara                                                     | Copșa Mare                                                      | Copșa Mică                                                      | Coveș                                                           |                                                                 |                                                                 |                                                                 |                                                                 |                                                                 |
| Cristian                                                        | Curciu                                                          |                                                                 |                                                                 |                                                                 |                                                                 |                                                                 |                                                                 |                                                                 |                                                                 |
| D ↑ A B C D E F G H I Î J K L M N O P Q R S Ș T Ț U V W X Y Z ↓ |                                                                 |                                                                 |                                                                 |                                                                 |                                                                 |                                                                 |                                                                 |                                                                 |                                                                 |
| Daia                                                            | Dârlos                                                          | Dealu Frumos                                                    | Dobârca                                                         | Dumbrăveni                                                      |                                                                 |                                                                 |                                                                 |                                                                 |                                                                 |
| Dupuș                                                           |                                                                 |                                                                 |                                                                 |                                                                 |                                                                 |                                                                 |                                                                 |                                                                 |                                                                 |
| E ↑ A B C D E F G H I Î J K L M N O P Q R S Ș T Ț U V W X Y Z ↓ |                                                                 |                                                                 |                                                                 |                                                                 |                                                                 |                                                                 |                                                                 |                                                                 |                                                                 |
| Ernea                                                           |                                                                 |                                                                 |                                                                 |                                                                 |                                                                 |                                                                 |                                                                 |                                                                 |                                                                 |
| F ↑ A B C D E F G H I Î J K L M N O P Q R S Ș T Ț U V W X Y Z ↓ |                                                                 |                                                                 |                                                                 |                                                                 |                                                                 |                                                                 |                                                                 |                                                                 |                                                                 |
| Fântânele                                                       | Florești                                                        |                                                                 |                                                                 |                                                                 |                                                                 |                                                                 |                                                                 |                                                                 |                                                                 |
| G ↑ A B C D E F G H I Î J K L M N O P Q R S Ș T Ț U V W X Y Z ↓ |                                                                 |                                                                 |                                                                 |                                                                 |                                                                 |                                                                 |                                                                 |                                                                 |                                                                 |
| Galeș                                                           | Gherdeal                                                        | Ghijasa de Jos                                                  | Ghijasa de Sus                                                  | Giacăș                                                          |                                                                 |                                                                 |                                                                 |                                                                 |                                                                 |
| Glâmboaca                                                       | Gura Râului                                                     | Gusu                                                            |                                                                 |                                                                 |                                                                 |                                                                 |                                                                 |                                                                 |                                                                 |
| H ↑ A B C D E F G H I Î J K L M N O P Q R S Ș T Ț U V W X Y Z ↓ |                                                                 |                                                                 |                                                                 |                                                                 |                                                                 |                                                                 |                                                                 |                                                                 |                                                                 |
| Hamba                                                           | Hașag                                                           | Hoghilag                                                        | Hosman                                                          |                                                                 |                                                                 |                                                                 |                                                                 |                                                                 |                                                                 |
| I ↑ A B C D E F G H I Î J K L M N O P Q R S Ș T Ț U V W X Y Z ↓ |                                                                 |                                                                 |                                                                 |                                                                 |                                                                 |                                                                 |                                                                 |                                                                 |                                                                 |
| Iacobeni                                                        | Ighișu Nou                                                      |                                                                 |                                                                 |                                                                 |                                                                 |                                                                 |                                                                 |                                                                 |                                                                 |
| J ↑ A B C D E F G H I Î J K L M N O P Q R S Ș T Ț U V W X Y Z ↓ |                                                                 |                                                                 |                                                                 |                                                                 |                                                                 |                                                                 |                                                                 |                                                                 |                                                                 |
| Jina                                                            |                                                                 |                                                                 |                                                                 |                                                                 |                                                                 |                                                                 |                                                                 |                                                                 |                                                                 |
| L ↑ A B C D E F G H I Î J K L M N O P Q R S Ș T Ț U V W X Y Z ↓ |                                                                 |                                                                 |                                                                 |                                                                 |                                                                 |                                                                 |                                                                 |                                                                 |                                                                 |
| Laslea                                                          | Loamneș                                                         | Ludoș                                                           |                                                                 |                                                                 |                                                                 |                                                                 |                                                                 |                                                                 |                                                                 |
| M ↑ A B C D E F G H I Î J K L M N O P Q R S Ș T Ț U V W X Y Z ↓ |                                                                 |                                                                 |                                                                 |                                                                 |                                                                 |                                                                 |                                                                 |                                                                 |                                                                 |
| Marpod                                                          | Mălăncrav                                                       | Mândra                                                          | Mediaș                                                          | Merghindeal                                                     |                                                                 |                                                                 |                                                                 |                                                                 |                                                                 |
| Metiș                                                           | Micăsasa                                                        | Miercurea Sibiului                                              | Moardăș                                                         | Mohu                                                            |                                                                 |                                                                 |                                                                 |                                                                 |                                                                 |
| Moșna                                                           | Motiș                                                           | Movile                                                          |                                                                 |                                                                 |                                                                 |                                                                 |                                                                 |                                                                 |                                                                 |
| N ↑ A B C D E F G H I Î J K L M N O P Q R S Ș T Ț U V W X Y Z ↓ |                                                                 |                                                                 |                                                                 |                                                                 |                                                                 |                                                                 |                                                                 |                                                                 |                                                                 |
| Nemșa                                                           | Netuș                                                           | Nocrich                                                         | Nou                                                             | Nou Săsesc                                                      |                                                                 |                                                                 |                                                                 |                                                                 |                                                                 |
| O ↑ A B C D E F G H I Î J K L M N O P Q R S Ș T Ț U V W X Y Z ↓ |                                                                 |                                                                 |                                                                 |                                                                 |                                                                 |                                                                 |                                                                 |                                                                 |                                                                 |
| Ocna Sibiului                                                   | Orlat                                                           |                                                                 |                                                                 |                                                                 |                                                                 |                                                                 |                                                                 |                                                                 |                                                                 |
| P ↑ A B C D E F G H I Î J K L M N O P Q R S Ș T Ț U V W X Y Z ↓ |                                                                 |                                                                 |                                                                 |                                                                 |                                                                 |                                                                 |                                                                 |                                                                 |                                                                 |
| Păuca                                                           | Pelișor                                                         | Poiana Sibiului                                                 | Poplaca                                                         | Porumbacu de Jos                                                |                                                                 |                                                                 |                                                                 |                                                                 |                                                                 |
| Porumbacu de Sus                                                | Presaca                                                         | Prod                                                            |                                                                 |                                                                 |                                                                 |                                                                 |                                                                 |                                                                 |                                                                 |
| R ↑ A B C D E F G H I Î J K L M N O P Q R S Ș T Ț U V W X Y Z ↓ |                                                                 |                                                                 |                                                                 |                                                                 |                                                                 |                                                                 |                                                                 |                                                                 |                                                                 |
| Racovița                                                        | Rășinari                                                        | Răvășel                                                         | Rosia                                                           | Ruja                                                            |                                                                 |                                                                 |                                                                 |                                                                 |                                                                 |
| Rusciori                                                        | Ruși                                                            |                                                                 |                                                                 |                                                                 |                                                                 |                                                                 |                                                                 |                                                                 |                                                                 |
| S ↑ A B C D E F G H I Î J K L M N O P Q R S Ș T Ț U V W X Y Z ↓ |                                                                 |                                                                 |                                                                 |                                                                 |                                                                 |                                                                 |                                                                 |                                                                 |                                                                 |
| Sadu                                                            | Săcădate                                                        | Săliște                                                         | Sângătin                                                        | Sebeșu de Sus                                                   |                                                                 |                                                                 |                                                                 |                                                                 |                                                                 |
| Sibiel                                                          | Sibiu                                                           | Slimnic                                                         | Soroștin                                                        | Stejărișu                                                       |                                                                 |                                                                 |                                                                 |                                                                 |                                                                 |
| Ș ↑ A B C D E F G H I Î J K L M N O P Q R S Ș T Ț U V W X Y Z ↓ |                                                                 |                                                                 |                                                                 |                                                                 |                                                                 |                                                                 |                                                                 |                                                                 |                                                                 |
| Șaroș pe Târnave                                                | Șeica Mare                                                      | Șeica Mică                                                      | Șelimbăr                                                        | Șmig                                                            |                                                                 |                                                                 |                                                                 |                                                                 |                                                                 |
| Șoala                                                           | Șomartin                                                        | Șura Mare                                                       | Șura Mică                                                       |                                                                 |                                                                 |                                                                 |                                                                 |                                                                 |                                                                 |
| T ↑ A B C D E F G H I Î J K L M N O P Q R S Ș T Ț U V W X Y Z ↓ |                                                                 |                                                                 |                                                                 |                                                                 |                                                                 |                                                                 |                                                                 |                                                                 |                                                                 |
| Tălmaciu                                                        | Tălmăcel                                                        | Târnava                                                         | Tilișca                                                         | Turnu Roșu                                                      |                                                                 |                                                                 |                                                                 |                                                                 |                                                                 |
| Ț ↑ A B C D E F G H I Î J K L M N O P Q R S Ș T Ț U V W X Y Z ↓ |                                                                 |                                                                 |                                                                 |                                                                 |                                                                 |                                                                 |                                                                 |                                                                 |                                                                 |
| Țapu                                                            | Țichindeal                                                      |                                                                 |                                                                 |                                                                 |                                                                 |                                                                 |                                                                 |                                                                 |                                                                 |
| V ↑ A B C D E F G H I Î J K L M N O P Q R S Ș T Ț U V W X Y Z ↓ |                                                                 |                                                                 |                                                                 |                                                                 |                                                                 |                                                                 |                                                                 |                                                                 |                                                                 |
| Valchid                                                         | Vale                                                            | Valea Lungă                                                     | Valea Viilor                                                    | Văleni                                                          |                                                                 |                                                                 |                                                                 |                                                                 |                                                                 |
| Vărd                                                            | Velț                                                            | Veseud                                                          | Vurpăr                                                          |                                                                 |                                                                 |                                                                 |                                                                 |                                                                 |                                                                 |